# Breabach
Breabach — шотландская группа, основанная в 2005 году. Исполняет традиционную шотландскую, ирландскую и кельтскую музыку.

## Описание
Группа Breabach появилась в 2005 году и очень удачно стартовала, получив Danny Kyle Open Stage Award на фестивале Celtic Connections Festival. Ещё до записи первого альбома группу в 2006 году номинировали на премию Scots Traditional Music Awards как лучшую новую группу. С дебютным альбомом Big Spree (2007) Breabach уверенно стали одной из доминирующих сил в шотландской музыке, и произошло это «не только из-за двух волынок… но и потому, что они играют с хайлендским огнём и живостью», исполняя собственные и традиционные композиции. Вслед за выпуском альбома, тепло принятого критиками, группа отправилась в концертный тур.
Последующие альбомы — Desperate Battle of the Birds (2010), Bann (2012) и Ùrlar (2013) — закрепили успех группы на британской фолк-сцене. В 2012 и 2016 годах Breabach признавались лучшей фолк-группой года на Scots Trad Music Awards, а альбом Astar стал лучшим фолк-альбомом 2016 года. Обозреватель The Guardian, оценивший Astar четырьмя звёздами из пяти, положительно отметил разнообразие музыкальной палитры альбома и смешение шотландской музыки с различными этническими направлениями.
После выхода Astar группа около двух лет концертировала в странах Европы, в Австралии, США и Канаде. В 2018 году Breabach выпустили альбом Frenzy of the Meeting.

## Состав
Текущий состав:
- Калум Маккриммон — дудка, бузуки, вокал
- Меган Хендерсон — скрипка, вокал
- Эван Робертсон — гитара, кахон, вокал
- Джеймс Дункан Маккензи — свирель, флейта, свистки
- Джеймс Линдсей — контрабас, вокал

Бывшие участники:
- Пэтси Рид — скрипка, вокал
- Донал Браун — флейта

## Дискография
- The Big Spree (2007)
- The Desperate Battle of the Birds (2010)
- Bann (2012)
- Ùrlar (2013)
- Astar (2016)
- Frenzy of the Meeting (2018)